# Caraparí
Caraparí è un comune (municipio in spagnolo) della Bolivia nella provincia di Gran Chaco (dipartimento di Tarija) con 10.034 abitanti (dato 2010).

## Cantoni
Il comune è suddiviso in 4 cantoni:
- Caraparí
- Itau
- Saladillo
- Zapatero